# Мурсбърг
Мурсбърг (на английски: Mooresburg) е селище в окръг Мънтър, Пенсилвания, Съединените американски щати.

## Личности
Родени
- Кристофър Шолс (1819-1890), изобретател